# Страти польських офіцерів у Харкові
Страти польських офіцерів у Харкові — масові страти польських генералів і офіцерів, що проводились у Харкові в період з 5 квітня по 12 травня 1940 року у підвалі управління НКВС СРСР по Харківській області за рішеннями особливої трійки. Загалом було розстріляно більш ніж 3820 військовополонених Війська Польського. Тіла вбитих були вивезені у лісопарк поблизу району П'ятихатки.

## Передісторія
23 серпня 1939 року міністр закордонних справ Німеччини фон Ріббентроп і народний комісар закордонних справ СРСР Молотов підписали Договір про ненапад між Німеччиною та Радянським Союзом, другий пункт таємного протоколу до якого визначав розділ Польщі. Відповідно до цього протоколу 17 вересня 1939 року Червона Армія розпочала «визвольний похід Червоної Армії у Західну Україну й Західну Білорусь» і зайняла території Західної України і Західної Білорусі, які раніше за Ризьким мирним договором 1921 року були включені до складу Польщі.
У результаті військових дій до початку листопада 1939 року в полон потрапило близько 240 тисяч польських військовослужбовців. Більшість із них невдовзі були відпущені і передані німецькій владі, але 39 тисяч утримувались у радянських таборах військовополонених. Частину з них керівництво НКВС СРСР розмістило в Козельському, Старобільському і Осташковському таборах НКВС для військовополонених.
…Польські офіцери проявляють патріотичні почуття, відкрито висловлюють, що ще Польща існуватиме у такому вигляді, в якому вона була. … У своїй більшості офіцерський склад релігійний, був випадок, коли намагались провести молебень.Оригінальний текст (рос.)
…Польские офицеры проявляют патриотические чувства, открыто высказывают, что ещё Польша будет существовать в таком виде, в каком она была. …В большинстве своём офицерский состав религиозен, был случай, когда пытались провести молебствие

## Організатори і виконавці

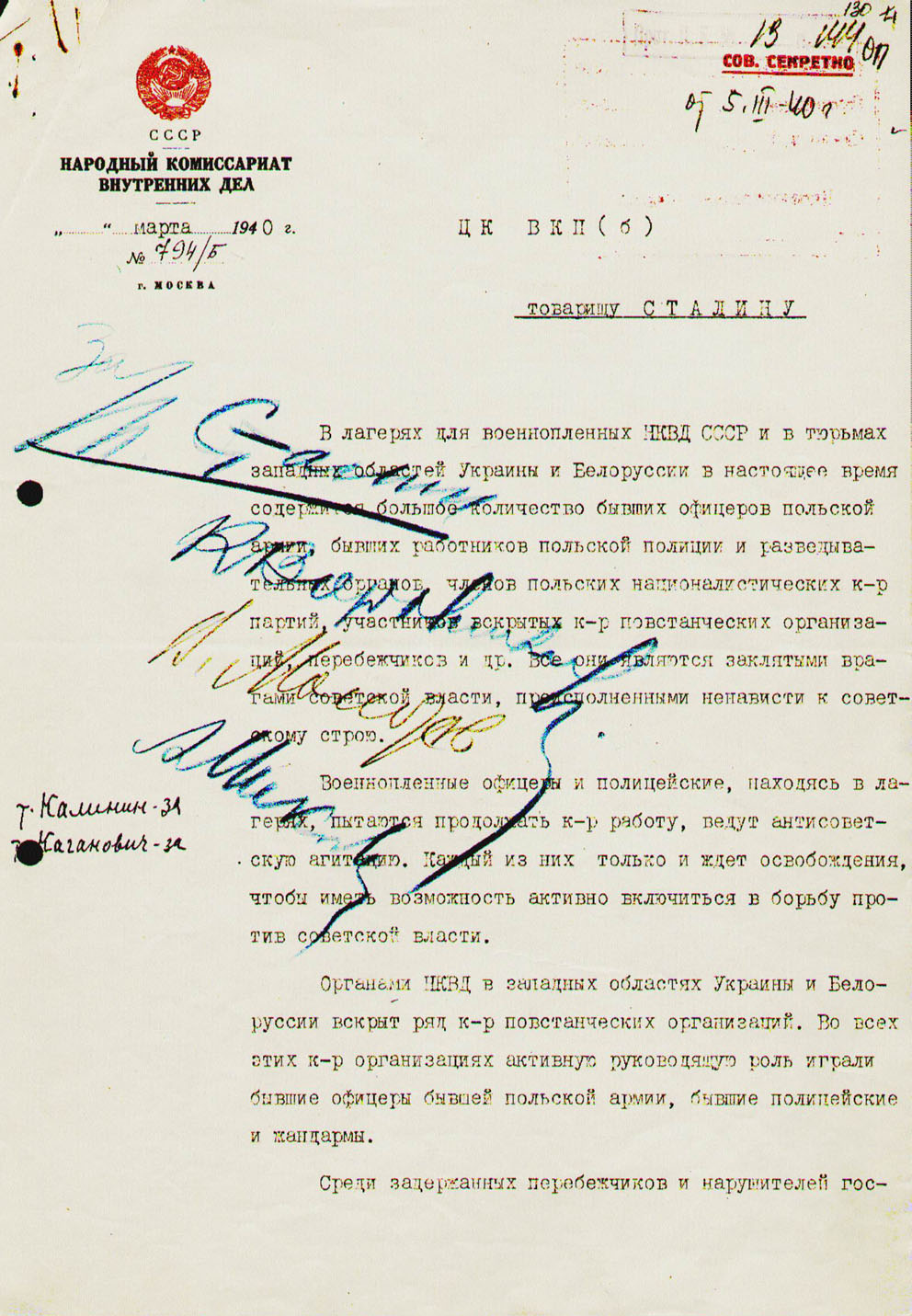
Записка Берії Сталіну.

Аналізуючи стан справ у Козельському, Старобільському і Осташківському таборах НКВС для військовополонених поляків, Лаврентій Берія звертається до Сталіна з пропозицією:
Справи про військовополонених — 14,700 осіб колишніх польських офіцерів, чиновників, поміщиків, поліцейських, розвідників, жандармів, осадників і тюремників, що перебувають у таборах, а також справи про заарештованих членів різних контрреволюційних шпигунських і диверсійних організацій, колишніх поміщиків, фабрикантів, колишніх польських офіцерів, чиновників і перебіжчиків, що перебувають у тюрмах західних областей України і Білорусі у кількості 11,000 осіб, — розглянути в особливому порядку, із застосуванням до них вищої міри покарання — розстрілу.Оригінальний текст (рос.)
Дела о находящихся в лагерях военнопленных — 14,700 человек бывших польских офицеров, чиновников, помещиков, полицейских, разведчиков, жандармов, осадников и тюремщиков, а также дела об арестованных и находящихся в тюрьмах западных областей Украины и Белоруссии в количестве 11,000 человек членов различных к-р шпионских и диверсионных организаций, бывших помещиков, фабрикантов, бывших польских офицеров, чиновников и перебежчиков — рассмотреть в особом порядке, с применением к ним высшей меры наказания — расстрела.
5 березня 1940 року Політбюро ЦК ВКП(б) під керівництвом Й. В. Сталіна ухвалює рішення:
Справи колишніх польських офіцерів розглянути в особливому порядку, із застосуванням до них вищої міри покарання — розстрілу. Розгляд справи провести без виклику арештованих і без висування звинувачення, постанови про закінчення слідства і обвинувального вироку. … Розгляд справ і винесення рішення покласти на трійку, у складі т.т. Меркулова, Кобулова і Баштакова (начальник 1-го спецвідділу НКВС СРСР).Оригінальний текст (рос.)
Дела бывших польских офицеров рассмотреть в особом порядке, с применением к ним высшей меры наказания — расстрела. Рассмотрение дела провести без вызова арестованных и без предъявления обвинения, постановления об окончании следствия и обвинительного заключения. … Рассмотрение дел и вынесение решения возложить на тройку, в составе т.т. Меркулова, Кобулова и Баштакова (начальник 1-го спецотдела НКВД СССР).
Відповідно до наказу НКВС СРСР № 00350 від 22 березня 1940 року «Про розвантаження в'язниць НКВС УРСР і БРСР», полонених польських офіцерів зі Старобільського табору направили у розпорядження УНКВС СРСР по Харківській області.
Доставкою військовополонених польської армії у Харків керував начальник ГТУ НКВС СРСР C. P. Мільштейн. Шлях в'язнів складався з трьох етапів:
- Спецтабір НКВС в Старобільську — залізнична станція Харків-Сортувальний;
- Залізнична станція Харків-Сортувальний — обласне управління НКВС СРСР по Харківський області. Від вокзалу полонених в спеціально обладнаних машинах доставляли до підвалів обласного управління НКВС СРСР, де проводились розстріли;
- З підвалів НКВС трупи полонених відвозили до місця поховання — до 6 кварталу лісопарку міста Харкова.

Згідно з дослідженнями історика С. М. Заворотнова масові розстріли УНКВС розпочались 5 квітня 1940 року. В цей день були розстріляні 195 осіб;
- 6 квітня — розстріляно 200 осіб;
- 7 квітня — розстріляно 195 осіб;
- 8 квітня — розстріляно 170 осіб;
- 9 квітня — розстріляно 163 осіб;
- «Рекордними» днями були 16, 17 і 24 квітня — в ці дні розстрілювали по 260 осіб[7].

Технологія розстрілів була наступною:
З камер, де перебували привезені польські офіцери, їх виводили по одній людині і вели в окрему кімнату. Там звіряли всі анкетні дані, прізвище, ім'я, по батькові і рік народження. Після цієї процедури на приреченого одягали наручники і вели в спеціально облаштовану камеру для розстрілу. Заводили офіцера до камери і робили постріл з пістолета йому у потилицю. Після розстрілів трупи поляків вантажились у вантажівку і відправлялись у лісопарк, до вказаного мною місця поховань. Трупи поляків складались у великі ями, яких було дві чи три. Трупи посипались порошком білого кольору. Треба сказати, що всі дії з розстрілу поляків і їх похованню контролювались представниками з Москви.Оригінальний текст (рос.)
Из камер, где находились привезённые польские офицеры, их выводили по одному человеку и вели в отдельную комнату. Там сверяли все анкетные данные, фамилию, имя, отчество и год рождения. После этой процедуры на обречённого надевали наручники и вели в специально оборудованную камеру для расстрела. Заводили офицера в камеру и производили выстрел из пистолета ему в затылок. После расстрелов трупы поляков грузились в грузовой автомобиль и отправлялись в лесопарк, в указанное мною место захоронений. Трупы поляков складывались в большие ямы, которых было две или три. Трупы посыпались порошком белого цвета. Надо сказать, что все действия по расстрелу поляков и их захоронению контролировались представителями из Москвы.
20 серпня 1990 року прокуратурою Харківської області була порушена кримінальна справа відносно колишніх співробітників НКВС СРСР, які були безпосередніми організаторами і виконавцями масових розстрілів польських офіцерів — Берії, Меркулова, Мільштейна, Бережкова, а також безпосередніх виконавців — начальника управління НКВС СРСР по Харківській області П. С. Сафонова і комендантів УНКВС СРСР по Харківській області Зеленого, Куприна та інших осіб. У розстрілах брали особисту участь начальник УНКВС СРСР по Харківській області майор держбезпеки П. С. Сафонов, його заступник П. Н. Тихонов і комендант УНКВС старший лейтенант Т. Ф. Куприн
У ході слідства було встановлено, що у підвалах Харківського УНКВС СРСР було розстріляно 8 генералів, 55 полковників, 136 підполковників, 516 майорів, 843 капітанів, багато молодших офіцерів, 9 ксьондзів, 5 великих державних чиновників та інших осіб загальною чисельністю 3820 чоловік.

## Нагороди
За виконання рішення Політбюро ЦК ВКП(б) про розстріл польських полонених були представлені до нагород:
- Кобулов Б. З., член «трійки», нагороджений орденом Червоного Прапора;
- Меркулов В. М., член «трійки», нагороджений орденом Леніна;
- Баштаков Л. Ф., член «трійки», нагороджений орденом Червоної Зірки;
- Чернишов В. В. нагороджений орденом Червоної Зірки;
- Сопруненко П. К. нагороджений орденом «Знак Пошани»[11];
- Мільштейн С. Р. нагороджений орденом Червоного Прапора;
- Сафонов П. С., начальник УНКВС СРСР по Харківській області, нагороджений орденом Червоної Зірки[12].

## Випадкові розкопки і реакція радянської влади
У 2009 році Служба безпеки України розсекретила документи УКБ СРСР щодо випадкових розкопок могил школярами у 1969 році. У них робиться висновок: «Встановлено, що в зазначеному місці у 1940 році УНКВС по Харківській області була похована значна кількість (декілька тисяч) розстріляних офіцерів і генералів буржуазної Польщі, рештки яких і були виявлені дітьми за випадкових обставин».
Український КДБ пропонує:
Вважаємо доцільним роз'яснити населенню в окрузі, що в період окупації німцями Харкова каральні органи Німеччині в зазначеному місці проводили поховання без почестей розстріляних за дезертирство та інші злочини солдатів і офіцерів німецької та союзних із ними армій. Одночасно в цьому ж місці поховані німцями померлі від різних небезпечних інфекцій (тиф, холера, сифілітики тощо), тому вказане поховання має бути визнане органами охорони здоров'я небезпечним для відвідування.Оригінальний текст (рос.)
«Считаем целесообразным разъяснить населению в окружении, что в период оккупации немцами Харькова карательные органы Германии в указанном месте производили захоронения без почестей расстрелянных за дезертирство и другие преступления солдат и офицеров немецкой и союзных с ними армий. Одновременно в этом же месте захоронены немцами умирающие от различных опасных инфекционных заболеваний (тиф, холера, сифилитики и т. п.), а поэтому указанное захоронение должно быть признано органами здравоохранения опасным для посещения»
Однак у Москві вирішили ліквідувати захоронення. З цією метою застосовували хімреактиви і буріння (бури діаметром 60-80 см, сягаючи дна могил, перемелювали і перемішували кістяки й залишки тіл).

## Розкопки 1991—1996 років

Початок ексгумації останків польських військовополонених у Харкові, 1991 рік

Розкопки у шостому кварталі лісопарку Харкова почалися 25 липня 1991 року і проводилися з перервами до 1996 року. В ході ексгумації були виявлені останки 4302 польських військовослужбовців, багато документів, велика кількість нагород, відзнак, особистих жетонів, на підставі яких були встановлені прізвища 3820 військовослужбовців Війська Польського.

## Меморіальний комплекс польським офіцерам у Харкові
17 червня 2000 року на місці масових поховань відкрито Меморіальний комплекс, де встановлено таблички з прізвищами всіх страчених офіцерів. Тут також поховано батька відомого польського режисера Анджея Вайди, якого разом з іншими польськими офіцерами розстріляли в Харкові у 1940 році.
У Харкові на перехресті вулиць Раднаркомівської і Чернишевської, де колись розташовувалось обласне управління НКВС і проводились розстріли, відкрили меморіальну дошку.